# HNLMS O 12
HNLMS O 12 (нід. Hr.Ms. O 12) — військовий корабель, підводний човен типу O 12 Королівського флоту Нідерландів та Крігсмаріне як UD-2 у роки Другої світової війни.
Підводний човен O 12 був закладений 20 жовтня 1928 року на верфі компанії Koninklijke Maatschappij De Schelde у Вліссінгені. 8 листопада 1930 року він був спущений на воду, 20 липня 1931 року увійшов до складу Королівського флоту Нідерландів.

## Історія служби
10 травня 1940 року, коли Німеччина вторглася в Голландію, O 12 проходив технічне обслуговування в Рейксверфі (військово-морський двір) у місті Ден-Гелдер. 14 травня 1940 року для недопущення потрапляння підводного човна в руки німцям, човен був затоплений. Невдовзі його підняли і відвезли на ремонт до верфі Вілтона-Фейєноорда в Східамі. 30 січня 1943 року він був прийнятий на озброєння Крігсмаріне як UD-2. 6 липня 1944 року знятий німцями з експлуатації.
3 травня 1945 року UD-2 був затоплений німецькими моряками у Кілі.

## Командири
- Корветтен-капітан Франц Фенір (30 січня 1943 — 1 квітня 1944)
- Оберлейтенант-цур-зее Гюнтер Шольц (2 квітня — 4 липня 1944)